# Família Rafita
A família Rafita é uma pequena família de asteroides localizados no cinturão principal. A família foi nomeada devido ao primeiro asteroide que foi classificado neste grupo, o 1644 Rafita.

## Os maiores membros desta família
| Nome            | Diâmetro | Semieixo maior | Inclinação orbital | Excentricidade orbital | Ano da descoberta |
| --------------- | -------- | -------------- | ------------------ | ---------------------- | ----------------- |
| 1644 Rafita     | ?        | 2,548 UA       | 7,017 °            | 0,155                  | 1935              |
| 3600 Archimedes | ?        | 2,564 UA       | 7,915 °            | 0,135                  | 1978              |
| 9912 Donizetti  | 37,1 km  | 2,565 UA       | 7,266 °            | 0,146                  | 1977              |